# نادیه ندیم
نادیه ندیم (زادهٔ ۲ ژانویهٔ ۱۹۸۸) یک بازیکن فوتبال زاده افغانستان و اهل دانمارک است وی عضو تیم ملی فوتبال زنان دانمارک می‌باشد.
او درلیگ ۱ فوتبال زنان فرانسه و در تیم پاری سن ژرمن بازی می‌کند.

## زندگی شخصی
خانم ندیم بزرگ شده افغانستان در شهر هرات به دنیا آمده است خانواده وی بعد از کشته شدن پدرش (یک ژنرال اردوی ملی افغانستان ANA) توسط طالبان در سال 2000، به کشور  دانمارک گریختند جایی که ندیم در آنجا زندگی فوتبالی خود را با بازی کردن برای تیم های  B52 Aalborg و Team Viborg شروع کرد.
خانم ندیم علاوه‌بر فعالیت ورزشی اش دانشجوی رشته پزشکی در دانشگاه آرهوس نیز است ندیم همچنان میتواند به 9 زبان صحبت کند.

## زندگی حرفه یی

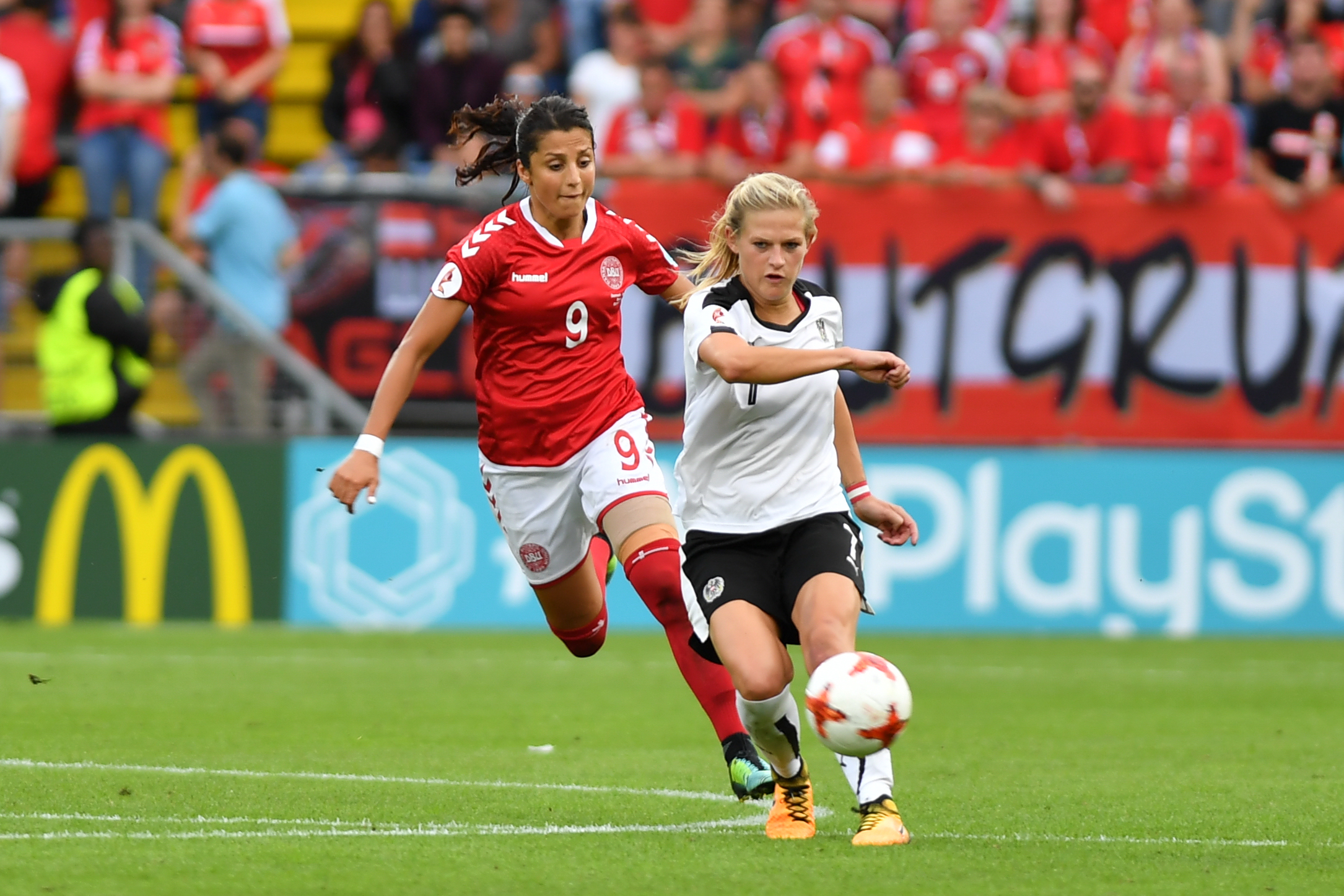
نادیه ندیم در حال بازی فوتبال در سال 2017

خانم ندیم برای اولین بار فوتبال حرفه یی را در باشگاه B52 Aalborg شروع کرد و به باشگاه های بزرگی مثل منچستر سیتی و  پاری سن-ژرمن رفت و در حال حاضر در باشگاه Racing Louisville توپ میزند.

###### آغاز کار
ندیم برای اولین بار در باشگاه B52 Aalborg فوتبال حرفه یی را شروع کرد و بعد از آن بین سالهای 2005 تا 2006 در باشگاه Team Viborg بازی کرد و از سال 2006 تا 2012 در باشگاه Skovbakken مشغول بازی بود، وی در سال 2012 به باشگاه Fortuna Hjørring پیوست و بین سالهای 2014 تا 2015 به صورت قرضی به باشگاه اسکای بلو اف‌سی رفت. ندیم قبل از پیوستن به Fortuna Hjørring در سال 2012 اولین بازی خود را در لیگ قهرمانان اروپا انجام داد و در همان سال هر دو گول تیمش در برد 2-1 مقابل قهرمان لیگ اسکاتلند یعنی تیم Glasgow City F.C. را به ثمر رساند.

###### اسکای بلو اف سی
ندیم در اوخر فصل 2014 لیگ ملی فوتبال زنان آمریکا به باشگاه اسکای بلو اف سی پیوست و در 6 بازی برای تیمش آمار 7 گل و 3 پاس گل را ثبت کرد وی در 14 آگست 2014 به عنوان بهترین بازکن ماه لیگ ملی زنان آمریکا و در 19 آگست 2014 عنوان بهترین بازیکن هفته لیگ ملی زنان آمریکا را به خود اختصاص داد. در 16 فوریه 2015 باشگاه اسکای بلو اف سی اعلام کرد که طبق قراردادی که با خانم ندیم امضا کرده اند وی فصل 2015 را نیز در این تیم بازی خواهد کرد.
نوت: باشگاه اسکای بلو اف سی در حال حاضر به NJ/NY Gotham FC تغییر نام داده است.

###### پورتلند تورنز
در 14 ژانویه 2016 ندیم به تیم پورتلند ترونز منتقل شد وی در نقش یک مهاجم فصل 2016 را به عنوان بهترین گلزن تیمش با آمار 9 گل در 20 بازی به اتمام رساند. تیم ندیم در سال 2017 برنده NWSL Shield شد که مربوط به عملکرد خوب شان در سال 2016 بود، پورتلند تورنز با درخشش ندیم فصل 2016 را با نایب قهرمانی در لیگ تمام کرد و قهرمان  NWSL Championship شد.